# Agim Dauti
Agim Dauti (ur. 30 czerwca 1966 w Kokaju) – jugosłowiański i kosowski poeta.

## Życiorys
Po ukończeniu nauki w technikum władze jugosłowiańskie nie zezwoliły mu na podjęcie studiów z powodów politycznych. W 1990 roku wyemigrował do Monachium, gdzie przez dziesięć lat pracował jako publicysta.
Jest autorem utworów Toka që më dha emër, Mall ose ëndërr e ndërprerë, Një pikë loti oraz Erë lufte i vinte Kosovës.